# 夏菲·華爾
夏菲·占士·華爾（英語：Harvey James Vale，2003年9月11日—）是一名英格蘭職業足球員，司職中場，現效力於英冠球會昆士柏流浪。

## 球會生涯

### 早年生涯
華爾於英格蘭西郡海沃茲希斯出生，並於當地球會克羅伯勒足球會開始足球生涯，及後轉投西倫敦球會富咸。

### 車路士
華爾於2016年離開富咸，轉投同市球會車路士的青訓學院，並於2020年9月與車路士簽下首張職業合約。
2021年10月26日，華爾在對陣修咸頓的聯賽盃比賽中首次入選車路士一隊的比賽名單，但並未上陣。同年12月22日，他於對陣賓福特的聯賽盃半準決賽賽事中上演生涯地標戰，正選上陣協助球隊以2–0勝出。
2022年3月19日，他於足總盃半準決賽賽事的第84分鐘後備入替羅美路·盧卡古，球隊最終以2–0擊敗米杜士堡。
2022年5月22日，華爾獲頒2021–22賽季車路士年度最佳青訓球員，他於該賽季在足總盃及聯賽盃賽事共為車路士上陣五次。
外借侯城
2022年9月1日，華爾與車路士續約三年後被外借到英冠球會侯城。同年9月17日，華爾於對陣史雲斯的3–0敗仗中首次為侯城上陣。
由於華爾缺乏上陣機會，車路士於2023年1月23日與侯城達成協議提早終止外借。
外借布里斯托爾流浪者
2023年8月15日，英甲球會宣布從車路士借入華爾，為期一季。同月19日，華爾在對陣剑桥联的比賽第82分鐘後備上陣，球隊最終以2–0敗陣。
2023年8月26日，華爾在對陣的2–1敗仗中射入職業生涯首個入球。

## 國家隊生涯
華爾曾代表英格蘭各青年軍梯隊，包括U15、U16、U17、U19。
2022年6月17日，華爾入選英格蘭的歐洲U19足球錦標賽參賽名單。同年7月1日，他以隊長身分於賽事決賽交出一個助攻，協助球隊以3–1擊敗以色列U19。他於賽事期間表現出色，使他入選賽事最佳陣容。
2023年5月10日，華爾入選英格蘭的U20世界盃參賽名單。

## 生涯統計

### 球會
最後更新：2023年12月26日
| 效力球會     | 球季     | 聯賽     | 聯賽 | 聯賽 | 國家盃賽 | 國家盃賽 | 聯賽盃賽 | 聯賽盃賽 | 歐洲賽 | 歐洲賽 | 其他 | 其他 | 總計 | 總計 |
| 效力球會     | 球季     | 聯賽     | 上陣 | 入球 | 上陣     | 入球     | 上陣     | 入球     | 上陣   | 入球   | 上陣 | 入球 | 上陣 | 入球 |
| ------------ | -------- | -------- | ---- | ---- | -------- | -------- | -------- | -------- | ------ | ------ | ---- | ---- | ---- | ---- |
| 車路士U21    | 2020–21  | —        | —    | —    | —        | —        | —        | —        | —      | —      | 1    | 0    | 1    | 0    |
| 車路士U21    | 2021–22  | —        | —    | —    | —        | —        | —        | —        | —      | —      | 2    | 0    | 2    | 0    |
| 車路士U21    | 總計     | 總計     | 0    | 0    | 0        | 0        | 0        | 0        | 0      | 0      | 3    | 0    | 3    | 0    |
| 車路士       | 2021–22  | 英超     | 0    | 0    | 3        | 0        | 2        | 0        | 0      | 0      | 0    | 0    | 5    | 0    |
| 侯城（外借） | 2022–23  | 英冠     | 2    | 0    | 1        | 0        | 0        | 0        | —      | —      | —    | —    | 3    | 0    |
| （外借）     | 2023–24  | 英甲     | 19   | 1    | 2        | 1        | —        | —        | —      | —      | 4    | 0    | 25   | 2    |
| 生涯總計     | 生涯總計 | 生涯總計 | 21   | 1    | 6        | 1        | 2        | 0        | 0      | 0      | 7    | 0    | 36   | 2    |

1. 1 2 3  於英格蘭足球聯賽錦標賽上陣。

## 榮譽

### 國家隊
英格蘭U19
- U19歐洲國家盃: 2022[19]

### 個人
- 車路士年度最佳青訓球員: 2021–22[23]
- U19歐洲國家盃賽事最佳陣容: 2022（英语：2022 UEFA European Under-19 Championship）[21]